# Pencran
Pencran is een gemeente in het Franse departement Finistère, in de regio Bretagne. De plaats maakt deel uit van het arrondissement Brest. Pencran telde op 1 januari 2022 2.229 inwoners.

## Geografie
De oppervlakte van Pencran bedroeg op 1 januari 2022 8,93 vierkante kilometer; de bevolkingsdichtheid was toen 249,6 inwoners per km².

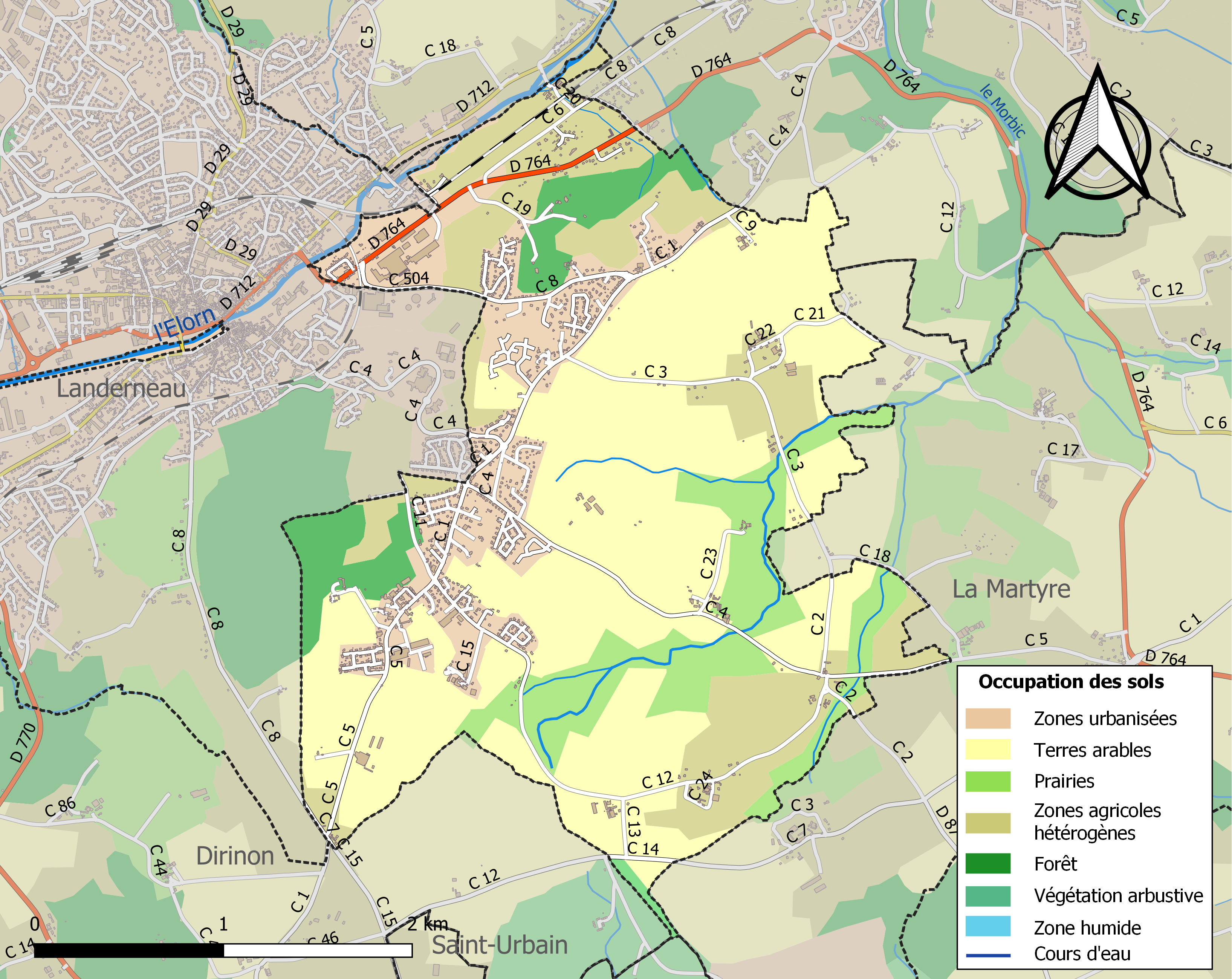
Kaart van de gemeente met belangrijkste infrastructuur, bodemgebruik en omliggende gemeenten

## Demografie
Onderstaande figuur toont het verloop van het inwonertal (bron: INSEE-tellingen).

## Geboren
- Paul Le Guen (1 maart 1964), voetballer en trainer